# 沈济川
沈济川（1905年—1966年），字汝舟，男，浙江嘉兴人，中国化工专家，曾任第三届全国人大代表，第三届全国政协委员。